# タニー・マウス
タニー・マウス（本名：谷山 美奈（たにやま みな）、1976年1月7日 - ）は、日本の女子プロレスラー。東京都世田谷区出身。引退後は鍼灸師に転身した。

## 所属
- 全日本女子プロレス（1994年 - 1997年）
- ネオ・レディース（1997年 - 2000年）
- NEO女子プロレス（2000年 - 2010年）

## 経歴・戦歴
1994年11月3日、全日本女子プロレス・いすゞ自動車大和工場体育館興行において、対藤本由美戦でプロレスデビュー。
デビュー当初は本名で試合を行っていたが、後にネズミをモチーフにしたキャラクターレスラー『タニー・マウス』に改名し、コミカルなファイトを見せる(なおリングネームの命名者は、当時全日本女子プロレス社員で、後にプロレス記者に転向した田中正明)。
全日本女子プロレスの経営難により、他の選手と共に1997年に離脱。同年にネオ・レディース（後のNEO女子プロレス）へ移籍し、旗揚げに参加する。
NEO女子プロレスでは宮崎有妃とのタッグチーム『NEOマシンガンズ』で活躍。チーム名はタニーのお気に入りの漫画である「キン肉マン」のタッグチーム「マシンガンズ」が由来。
2010年5月5日、所属するNEO女子プロレスが同年12月31日に解散となることが発表され、同時に自身もその日をもってプロレスラーを引退することを表明し、16年間の現役生活を終えている。
現役中から専門学校に通い、2012年に鍼灸師資格を取得。その後は田村欣子が経営するアロマトリートメントサロン「AOコーナー田村欣子」に勤務している。

## 得意技
- パロ・スペシャル
- ランニング・ヘッドバット
- はずかし固め（恥ずかし固め）
- タニバット
- タニロケット
- ダブルアームT
- マウントタニー
- ミス・ミッコリー
- 扇
- グラビア固め（背後から相手の両腕を縛り上げる技である、グラビアアイドル出身の西田夏を倒した技）

## タイトル歴
- 全日本タッグ王座
- AWF世界女子王座
- アイアンマンヘビーメタル級王座
- インターナショナルリボンタッグ王座
- NEO認定タッグ王座